# Embriotomia
Embriotomia – zabieg wykonany w czasie porodu w celu ratowania życia rodzącej, polegający na zmniejszeniu rozmiaru martwego płodu poprzez jego pocięcie, w przed opuszczeniem przez niego macicy, gdy niemożliwy jest naturalny poród. Pierwsze opisy zabiegów embriotomii znajdują się w pracach Hipokratesa.